# Campionati mondiali di nuoto in vasca corta 2010 - 100 metri misti maschili
Le qualifiche per le semifinali si sono svolte la mattina del 18 dicembre 2010, mentre le semifinali si sono svolte la sera dello stesso giorno. La finale si è svolta la sera del 19 dicembre 2010.

## Medagliere
| Posizione | Atleta         | Paese       |
| --------- | -------------- | ----------- |
| Oro       | Ryan Lochte    | Stati Uniti |
| Argento   | Markus Deibler | Germania    |
| Bronzo    | Sergey Fesikov | Russia      |

## Record
Prima della manifestazione il record del mondo (RM) e il record dei campionati (RC) erano i seguenti:
| Record mondiale       | 50.76 | Peter Mankoč Slovenia   | 12 dicembre 2009 Istanbul, Turchia     |
| Record dei campionati | 51.15 | Ryan Lochte Stati Uniti | 13 aprile 2008 Manchester, Regno Unito |

Durante la competizione sono stati migliorati i seguenti record:
| Data             | Evento        | Atleta      | Nazione     | Tempo | Record                |
| ---------------- | ------------- | ----------- | ----------- | ----- | --------------------- |
| 18 dicembre 2010 | 2ª semifinale | Ryan Lochte | Stati Uniti | 50.81 | Record dei campionati |

## Risultati batterie
| Pos. | Batteria | Corsia | Atleta                         | Nazionalità          | Tempo        | Note         |
| ---- | -------- | ------ | ------------------------------ | -------------------- | ------------ | ------------ |
| 1    | 2        | 3      | Ryan Lochte                    | Stati Uniti          | 52.06        |              |
| 2    | 11       | 3      | Henrique Rodrigues             | Brasile              | 52.53        |              |
| 3    | 11       | 7      | George Bovell                  | Trinidad e Tobago    | 52.60        |              |
| 4    | 11       | 5      | Kenneth To                     | Australia            | 52.75        |              |
| 5    | 11       | 4      | Peter Mankoč                   | Slovenia             | 52.78        |              |
| 6    | 9        | 4      | Markus Deibler                 | Germania             | 52.83        |              |
| 7    | 10       | 4      | Sergey Fesikov                 | Russia               | 53.03        |              |
| 8    | 7        | 5      | Shaune Fraser                  | Isole Cayman         | 53.05        |              |
| 9    | 10       | 5      | Takurō Fujii                   | Giappone             | 53.12        |              |
| 10   | 10       | 3      | Tommaso D'Orsogna              | Australia            | 53.16        |              |
| 11   | 1        | 4      | John Jake Tapp                 | Canada               | 53.43        |              |
| 12   | 11       | 6      | Bradley Ally                   | Barbados             | 53.62        |              |
| 13   | 2        | 8      | Xiaolei Sun                    | Cina                 | 53.70        |              |
| 14   | 11       | 8      | Omar Pinzón                    | Colombia             | 53.74        |              |
| 15   | 3        | 2      | Tyler Clary                    | Stati Uniti          | 53.94        |              |
| 16   | 9        | 5      | Christian Galenda              | Italia               | 54.02        |              |
| 17   | 10       | 6      | Martti Aljand                  | Estonia              | 54.03        |              |
| 18   | 2        | 6      | Gal Nevo                       | Israele              | 54.20        |              |
| 19   | 9        | 3      | Vytautas Janušaitis            | Lituania             | 54.24        |              |
| 19   | 10       | 2      | Andrejs Duda                   | Lettonia             | 54.24        |              |
| 21   | 9        | 8      | Graeme John Moore              | Sudafrica            | 54.27        |              |
| 22   | 9        | 7      | Martin Spitzer                 | Austria              | 54.33        |              |
| 23   | 9        | 6      | Diogo Carvalho                 | Portogallo           | 54.41        |              |
| 24   | 10       | 7      | Dominik Straga                 | Croazia              | 54.42        |              |
| 25   | 10       | 8      | Diogo Yabe                     | Brasile              | 54.60        |              |
| 26   | 8        | 5      | Taki M'Rabet                   | Tunisia              | 54.86        |              |
| 27   | 11       | 2      | Sverre Naess                   | Norvegia             | 54.89        |              |
| 28   | 8        | 3      | Serkan Atasay                  | Turchia              | 55.02        |              |
| 29   | 8        | 2      | Aleksey Derlyugov              | Uzbekistan           | 55.09        |              |
| 30   | 7        | 6      | Robert Zbogar                  | Slovenia             | 55.32        |              |
| 31   | 8        | 4      | Raphael Stacchiotti            | Lussemburgo          | 55.45        |              |
| 32   | 10       | 1      | Tomas Klobucnik                | Slovacchia           | 55.89        |              |
| 33   | 3        | 7      | Daniel Coakley                 | Filippine            | 56.08        |              |
| 34   | 3        | 6      | Zuo Chen                       | Cina                 | 56.85        |              |
| 35   | 7        | 4      | Serghei Golban                 | Moldavia             | 57.27        |              |
| 35   | 8        | 7      | Saeed Malekae Ashtiani         | Iran                 | 57.27        |              |
| 37   | 7        | 2      | Juan David Molina              | Colombia             | 57.44        |              |
| 38   | 6        | 6      | Nicholas James                 | Zimbabwe             | 57.47        |              |
| 39   | 2        | 4      | Marawan Hellal                 | Egitto               | 57.52        |              |
| 40   | 7        | 3      | Amine Kouame                   | Marocco              | 57.59        |              |
| 41   | 3        | 5      | Leopoldo Andara                | Venezuela            | 57.69        |              |
| 42   | 8        | 6      | Ensar Hajder                   | Bosnia ed Erzegovina | 57.70        |              |
| 43   | 8        | 1      | Gustavo Paschetta              | Argentina            | 57.80        |              |
| 44   | 6        | 4      | Jean Luis Apolinar Gomez Nuñez | Rep. Dominicana      | 58.24        |              |
| 45   | 7        | 1      | Obaid Aljasmi                  | Emirati Arabi Uniti  | 58.43        |              |
| 46   | 2        | 7      | Rehan Jehangir Poncha          | India                | 58.46        |              |
| 47   | 6        | 2      | Yousef Alaskari                | Kuwait               | 58.61        |              |
| 48   | 7        | 7      | Pedro Miguel Pinotes           | Angola               | 58.79        |              |
| 49   | 2        | 5      | Kuan Fong Lao                  | Macao                | 58.80        |              |
| 50   | 7        | 8      | Quinton Delie                  | Namibia              | 58.94        |              |
| 51   | 6        | 8      | Duan Le Kenneth Lim            | Singapore            | 59.18        |              |
| 52   | 6        | 5      | Giorgi Mtvralashvili           | Georgia              | 59.21        |              |
| 53   | 5        | 7      | Jourdy Martis                  | Antille Olandesi     | 59.22        |              |
| 54   | 6        | 7      | Andrea Agius                   | Malta                | 59.38        |              |
| 55   | 5        | 1      | Arturo Alejandro Montilla      | Rep. Dominicana      | 59.50        |              |
| 56   | 5        | 3      | Hycinth Cijntje                | Antille Olandesi     | 59.61        |              |
| 57   | 5        | 5      | Hazem Abdulwahid A Tashkandi   | Arabia Saudita       | 1:00.06      |              |
| 58   | 5        | 6      | Neil Agius                     | Malta                | 1:00.20      |              |
| 59   | 6        | 1      | Antonio Tong                   | Macao                | 1:00.29      |              |
| 60   | 4        | 1      | Yellow Yeiyah                  | Nigeria              | 1:01.11      |              |
| 61   | 5        | 2      | Colin Bensadon                 | Gibilterra           | 1:01.18      |              |
| 62   | 5        | 8      | Sofyan El-Gadi                 | Libia                | 1:03.13      |              |
| 63   | 4        | 5      | Dulguun Batsaikhan             | Mongolia             | 1:03.57      |              |
| 64   | 4        | 6      | Julien Brice                   | Saint Lucia          | 1:04.61      |              |
| 65   | 4        | 7      | Hamdan Iqbal Bayusuf           | Kenya                | 1:04.65      |              |
| 66   | 4        | 3      | Joshua Runako Daniel           | Saint Lucia          | 1:05.32      |              |
| 67   | 4        | 4      | Nisar Ahmed                    | Pakistan             | 1:05.61      |              |
| 68   | 4        | 8      | Jyh Jye Lim                    | Brunei               | 1:06.06      |              |
| 69   | 3        | 3      | Kouassi Franck Olivier Brou    | Costa d'Avorio       | 1:07.16      |              |
| 70   | 2        | 1      | Ronaldo Rodrigues              | Guyana               | 1:07.76      |              |
| 71   | 2        | 2      | Tepaia Payne                   | Isole Cook           | 1:08.10      |              |
| 72   | 3        | 4      | Shailesh Shumsher J.b. Rana    | Nepal                | 1:09.20      |              |
| 73   | 5        | 4      | Tano Pierre Claver Atta        | Costa d'Avorio       | 1:10.22      |              |
| 74   | 3        | 8      | Inayath Hassan                 | Maldive              | 1:10.90      |              |
| 75   | 3        | 1      | Giordan Harris                 | Isole Marshall       | 1:13.77      |              |
| 76   | 4        | 2      | Elio Berberi                   | Albania              | 1:13.84      |              |
|      | 1        | 3      | Martin Tomasin                 | Bolivia              | Non partito  | Non partito  |
|      | 6        | 3      | Loai Abdulwahid A Tashkandi    | Arabia Saudita       | Non partito  | Non partito  |
|      | 9        | 1      | Simon Sjoedin                  | Svezia               | Non partito  | Non partito  |
|      | 1        | 5      | Godonou Wilfrid Tevoedjre      | Benin                | Squalificato | Squalificato |
|      | 8        | 8      | Dmitriy Shvetsov               | Uzbekistan           | Squalificato | Squalificato |
|      | 9        | 2      | Tomáš Fucík                    | Rep. Ceca            | Squalificato | Squalificato |
|      | 11       | 1      | Federico Turrini               | Italia               | Squalificato | Squalificato |

## Semifinali
| Pos. | Batteria | Corsia | Atleta             | Nazionalità       | Tempo | Note                  |
| ---- | -------- | ------ | ------------------ | ----------------- | ----- | --------------------- |
| 1    | 2        | 4      | Ryan Lochte        | Stati Uniti       | 50.81 | Record dei campionati |
| 2    | 1        | 3      | Markus Deibler     | Germania          | 52.08 |                       |
| 3    | 1        | 5      | Kenneth To         | Australia         | 52.16 |                       |
| 4    | 2        | 5      | George Bovell      | Trinidad e Tobago | 52.23 |                       |
| 5    | 2        | 2      | Takurō Fujii       | Giappone          | 52.43 |                       |
| 6    | 2        | 6      | Sergey Fesikov     | Russia            | 52.51 |                       |
| 7    | 2        | 7      | John Jake Tapp     | Canada            | 52.62 |                       |
| 8    | 1        | 4      | Henrique Rodrigues | Brasile           | 52.70 |                       |
| 9    | 2        | 3      | Peter Mankoč       | Slovenia          | 52.80 |                       |
| 10   | 1        | 2      | Tommaso D'Orsogna  | Australia         | 52.85 |                       |
| 11   | 1        | 6      | Shaune Fraser      | Isole Cayman      | 52.94 |                       |
| 12   | 1        | 7      | Bradley Ally       | Barbados          | 53.12 |                       |
| 12   | 2        | 1      | Xiaolei Sun        | Cina              | 53.12 |                       |
| 14   | 1        | 1      | Omar Pinzón        | Colombia          | 53.44 |                       |
| 15   | 1        | 8      | Christian Galenda  | Italia            | 53.65 |                       |
| 16   | 2        | 8      | Tyler Clary        | Stati Uniti       | 53.99 |                       |

## Finale
| Pos. | Corsia | Atleta             | Nazionalità       | Tempo | Note |
| ---- | ------ | ------------------ | ----------------- | ----- | ---- |
|      | 4      | Ryan Lochte        | Stati Uniti       | 50.86 |      |
|      | 5      | Markus Deibler     | Germania          | 51.69 |      |
|      | 7      | Sergey Fesikov     | Russia            | 51.81 |      |
| 4    | 6      | George Bovell      | Trinidad e Tobago | 51.97 |      |
| 5    | 3      | Kenneth To         | Australia         | 52.20 |      |
| 6    | 2      | Takurō Fujii       | Giappone          | 52.36 |      |
| 7    | 1      | John Jake Tapp     | Canada            | 52.97 |      |
| 8    | 8      | Henrique Rodrigues | Brasile           | 53.69 |      |